# حسين نسيم
حسين نسيم (بالفارسية: حسین نسیم) هو سباح إيراني، ولد في 1 أبريل 1952 في عبادان في إيران.

## وصلات خارجية
- حسين نسيم على موقع أوليمبيديا (الإنجليزية)